# 阮福绵宝
阮福綿寶（越南语：／，1820年5月30日—1854年3月8日），字惟善（越南语：／），越南阮朝明命帝第十二子，生母安嬪胡氏隨（越南语：／）。

## 生平
明命元年四月十九日（1820年5月20日），阮福綿寶在順化皇城出生。明命二十年（1839年）正月，受封為襄國公（越南语：／）。紹治三年（1843年）正月，因紹治二年隨紹治帝前往河內接受冊封，隨侍謹慎，晉為襄安公（越南语：／）。嗣德七年二月十日（1854年3月8日）去世，壽三十五歲，賜諡恭毅。嗣德三十一年（1878年），追贈為襄安郡王（越南语：／）。香水縣萬春社建有祠堂祭祀他。
阮福綿寶是紹治帝長子阮福洪保的老師，對阮福洪保持同情態度，因而引起嗣德帝不滿。

## 文學
阮福綿寶文武兼長，善於騎射；博通經史，擅長作國音填詞，著有《謙齋詩集》、《謙齋文集》等。他和两个哥哥阮福绵审，阮福綿寊合称「阮朝三堂」。

## 家庭
阮福綿寶有18子7女。後裔按御賜衣字部起名。
- 二子阮福洪被，襲封襄安縣公，成泰四年改襲郡公。

## 腳注
1. ↑  《阮福族世譜》，順化出版社，1995年，295頁。
2. ↑  《阮福族世譜》，順化出版社，1995年，296頁。
3. ↑  《大南實錄》正編列傳二集卷六。
4. ↑  阮庭复. . 《中国韵文学刊》. 2013年1月, 27 (1): 75–79  [2023-03-30]. （原始内容存档于2023-03-30）.